# Heinrich Schomburgk
Heinrich Georg Schomburgk (Leipzig, 30 juni 1885 – Königstein, 29 maart 1965) was een tennisspeler uit Duitsland. Schomburgk won samen met zijn landgenote Dora Köring de gouden medaille in het gemengd dubbelspel tijdens de Olympische Zomerspelen 1912. Schomburgk won in 1913 het Open Duitse tenniskampioenschap.